# Taquara (Duque de Caxias)
Taquara é um bairro localizado no 3º distrito de Duque de Caxias.

## Historia
Já foi  um pequeno povoado com fazendas, depois virou uma vila da Freguesia, vila e cidade de Nossa Senhora da Piedade do Iguaçu, e depois a Nova Iguaçu,  considerada um importante distrito ao lado de Pilar, da antiga Freguesia de Nossa Senhora da Piedade do Iguassú,  Foram incorporadas a regiões de Vila de Estrela, quando nasceu Luís Alves de Lima e Silva, o Duque de Caxias. Como Pilar, com passar dos anos a Região perdeu importância e também e acabou Virando um bairro quando Duque de Caxias emancipou-se de Nova Iguaçu. 
Os principais pontos do bairro são:

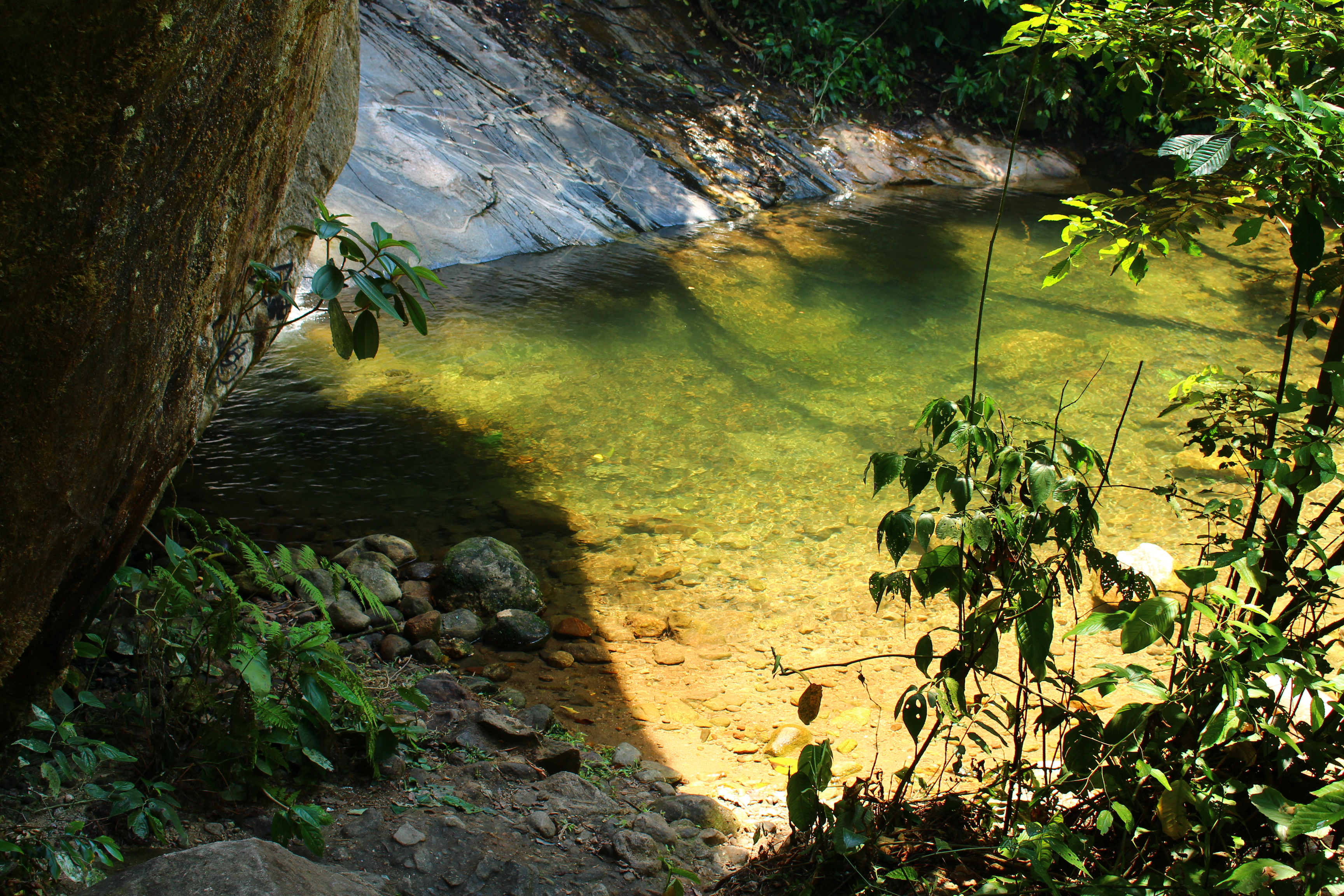
Poço da Serpente — Último poço da cachoeira da Taquara. Esta área é de responsabilidade da APA de Petrópolis.

- Cachoeira — dentro do programa de proteção ambiental. Encontra-se no começo da serra, onde até hoje há trilhas usadas pelo Império para acessar a cidade de Petrópolis.
- Museu Histórico de Duque de Caxias — onde se encontra a estrutura da casa de Duque de Caxias, contando com objetos pessoais.
- Praça São Paulo — mais frequentado por jovens, a praça ainda conta com um campo de grama sintética.